# Plage de Gorliz
La plage de Gorliz située côte basque dans la commune biscaïenne de Gorliz, (Pays basque - Biscaye - Espagne), est une plage de sable doré entouré d'une promenade maritime.
La promenade maritime a été modifiée en 2009.

## Superficie
- Marée basse: 88,301 m2
- Marée haute: 78,141 m2

## Voir également
- Plage de Plentzia
- Dunes d'Astondo

## Galerie

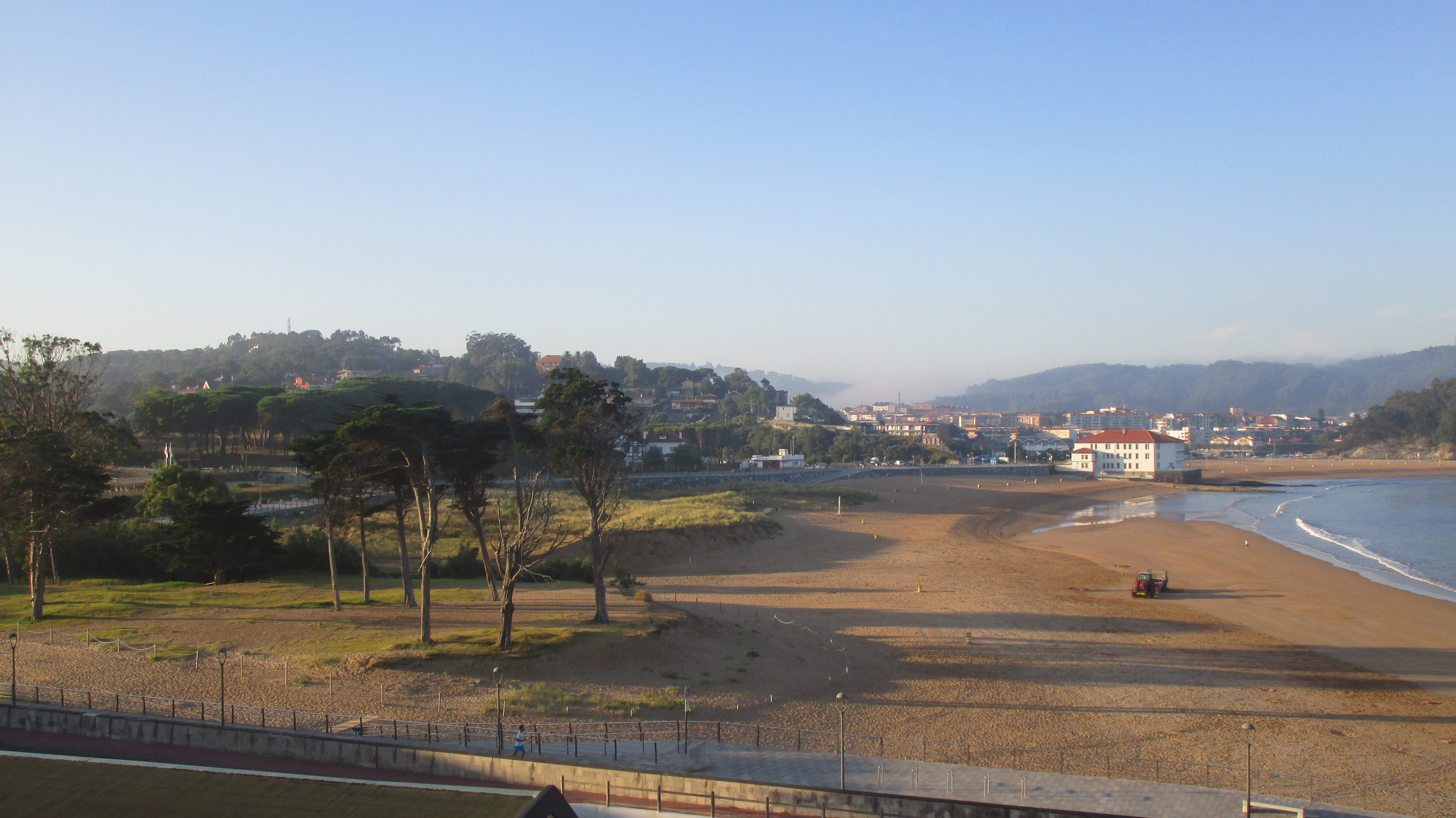
Plages de Gorliz et de Plentzia, 2016
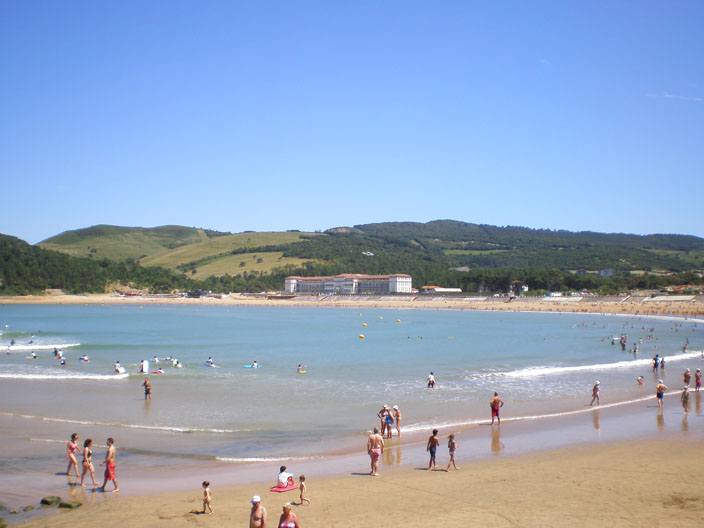
Plage de Plentzia (au premier plan), Gorliz (au-dessus à droite) et Astondo (au-dessus à gauche)
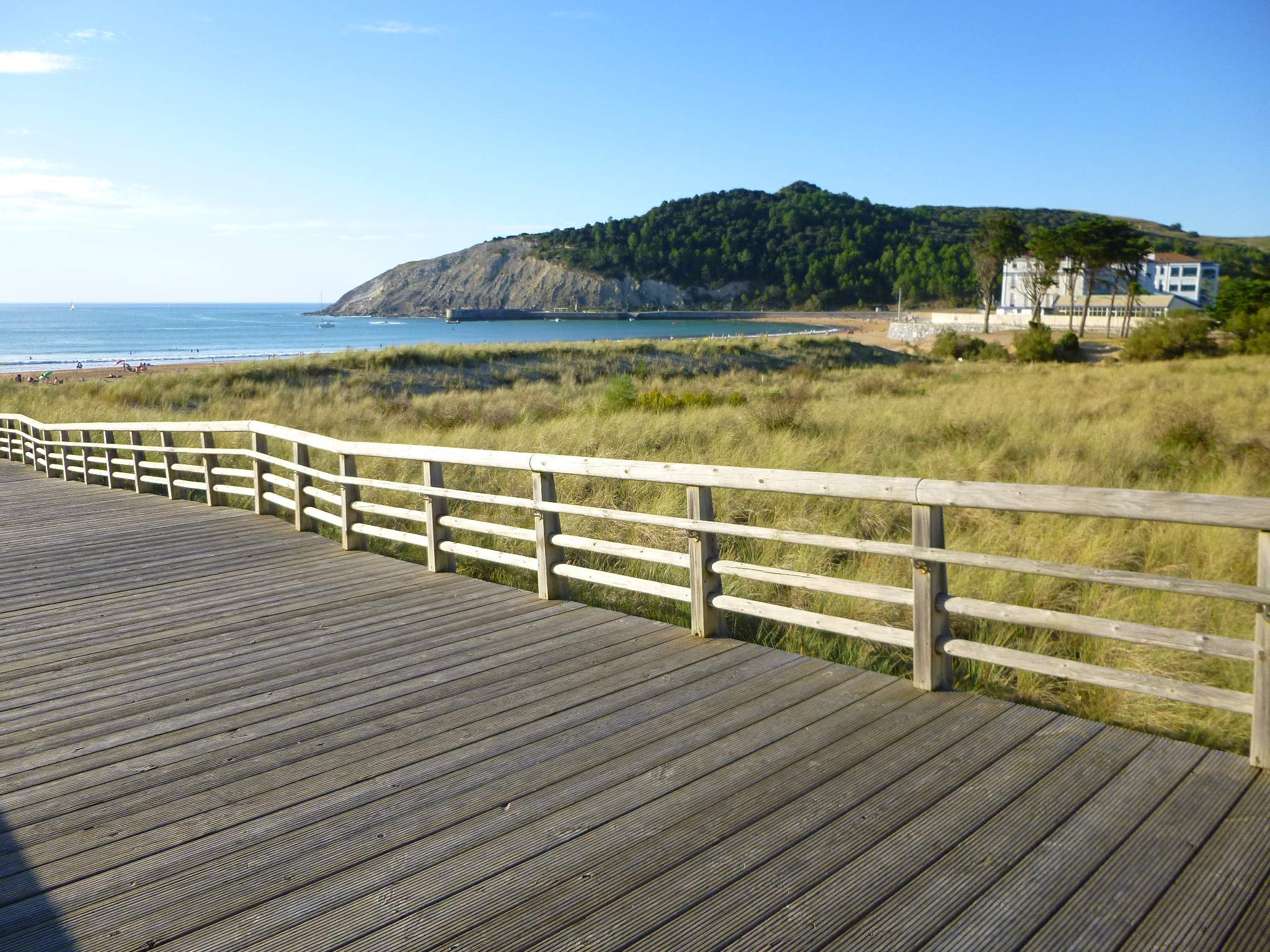
2014
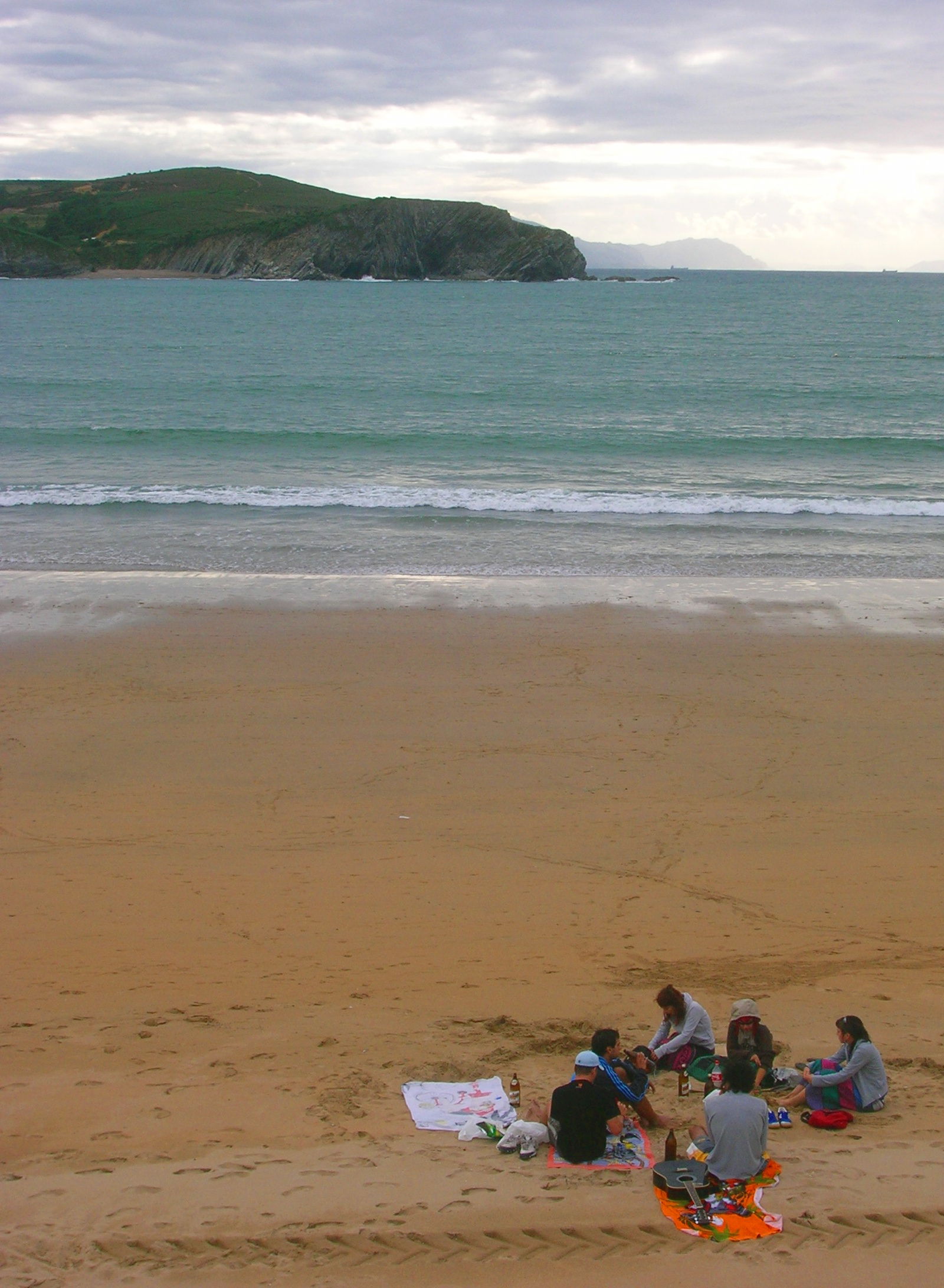
Plage de Gorliz (au premier plan) et Barrika (au loin), 2007